# Awamori
L'Awamori (泡盛) è una bevanda alcolica caratteristica di Okinawa in Giappone.

## Caratteristiche
È il risultato della distillazione di una soluzione idroalcolica ottenuta da riso indica. Non è pertanto il risultato diretto di una fermentazione (come il sakè) ma di una distillazione, similmente allo shōchū.
Contiene circa il 30% d'alcool. Il titolo alcolometrico del liquore aumenta con l'età di invecchiamento. Gli abitanti di Okinawa lo bevono allungato con acqua e ghiaccio, ma i più vecchi distillati Awamori si possono bere anche, "on the rocks" (con ghiaccio) o in cocktail party.
Un altro nome usato per Awamori a Okinawa è Sake dell'isola (島酒 shima-zake), o abbreviato Shima.
All'inizio del 2005, l'Awamori era venduto a 350 yen a tazza ed a 50.000 yen per un vasetto di argilla invecchiato.

## Storia
Lo Awamori era precedentemente considerato come un Shōchū (un distillato molto popolare in Giappone), ma il Shōchū (焼酎) è generalmente distillato con riso e grano giapponese, contrariamente all'Awamori che utilizza riso thailandese e grano Indica. Inoltre lo Awamori utilizza per la fermentazione il fungo nero kōji specifico per Okinawa, mentre il Shōchū utilizza un kōji bianco.
La tecnica di distillazione raggiunge Okinawa nel XV secolo, dalla Thailandia e questa tecnica con il riso thailandese è usato ancora oggi nella relativa produzione. Gli abitanti di Okinawa hanno raffinato la tecnica per renderla più adattata al clima subtropicale ed all'utilizzo del kōji.

## Koshu (vecchio liquore)

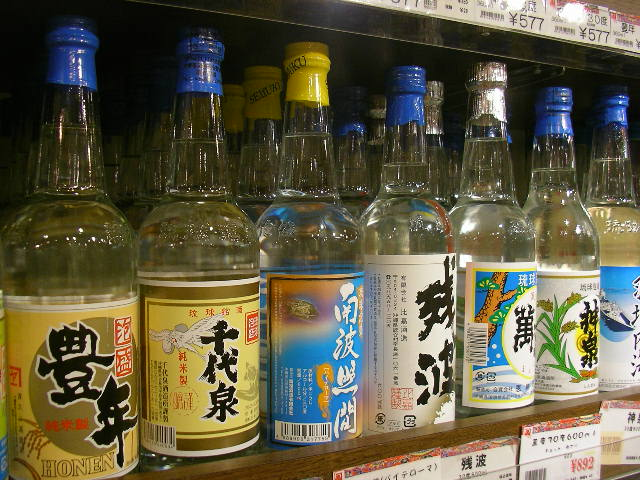
Varie bottiglie di Awamori in un negozio a Ginza, Tokyo

Un Awamori più vecchio di oltre tre anni ottiene la denominazione di koshu (古酒, vecchio liquore). È invecchiato in vasi di terra in cantine ad una temperatura bassa e costante. Prima della battaglia di Okinawa durante la seconda guerra mondiale, esistevano koshu con più di 200 o anche 300 anni d'età, ma sono andato distrutti nel conflitto. Si stanno facendo parecchi tentativi per produrlo ancora.

## Etimologia
Il nome Awamori si pensa che venga dalle bolle (泡 awa) con l'aggiunta di (盛 mori), durante la relativa distillazione. Ci sono altre teorie sull'origine del nome, malgrado che comunemente la scrittura usa il carattere di kanji (泡, che sono i caratteri cinesi che sono usati nel sistema logografico giapponese nella scrittura moderna). Uno di questi è che il nome deriva da 粟 (anche pronunciato awa), che significa miglio, una materia che veniva usata secoli fa per fare l'Awamori, ora completamente sostituito con il riso.